# Hunerico
Hunerico o Unerico (antes de 430-23 de diciembre de 484) fue rey de los vándalos y los alanos entre 477 y 484, hijo y sucesor de Genserico.

## Historia
Aún príncipe, se casó por primera vez (antes de 451) con una princesa visigoda, hija del rey Teodorico I, que será poco después devuelta a la Galia con la nariz cortada y el rostro salvajemente mutilado.
En 455, o poco después, desposa por la fuerza a Eudocia, hija del emperador Valentiniano III, que había sido llevada como rehén a Cartago y mantenida durante siete años como prisionera de Genserico, a la que repudiará en el año 472. De esta unión nacerá el futuro rey Hilderico.
En enero de 477, Genserico muere octogenario después de un reinado de medio siglo. Tan pronto como Hunerico accede al trono, hace asesinar o ejecutar a dos de sus hermanos aún vivos, Teuderico y Teoderico, así como a sus esposas e hijos.
Pese a profesar el arrianismo, al comienzo de su reinado se mostró tolerante con los católicos, persiguiendo en cambio a los seguidores del maniqueísmo que se habían instalado con pujanza en el norte de África. A requerimiento del emperador Zenón llega a permitir en 481 la elección de un nuevo obispo católico de Cartago, veinticuatro años después de la supresión del obispado por Genserico. En 483, sin embargo, prohíbe nuevamente la sede católica de Cartago y destierra al obispo Eugenio al sur de Túnez. Su política religiosa fue contradictoria, hasta el punto de que, tras haber permitido el 1 de febrero de 484 un encuentro entre obispos arrianos y católicos, el 24 de febrero del mismo año promulga un edicto por el que se declara a estos últimos herejes en caso de no abrazar la doctrina arriana. Numerosos clérigos parten al exilio, mientras que otros son confinados en el sur de su reino, torturados o muertos en la hoguera.
En lo relativo a la política exterior, logró mantener el control vándalo sobre las islas del Mediterráneo Occidental, fortaleciendo su armada. En el interior de África, en cambio, los bereberes iniciaron sus conquistas en territorio argelino, creando a los vándalos grandes problemas logísticos a causa de los continuos ataques que obstaculizaban la comunicación entre sus asentamientos de Cartago y Tánger.
Alcanzado por la peste a finales del año 484 (un castigo divino, según los católicos), murió el 23 de diciembre del mismo año, siendo sucedido por su sobrino Guntamundo.